# 슝포시

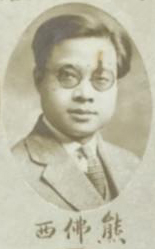

슝포시(중국어: 熊佛西, 병음: Xióng Fóxī, 한자음: 웅불서, 1900년 12월 4일 ~ 1965년 10월 26일)는 중화인민공화국의 극작가이다.

## 작품
- 《양상원》(洋狀元)
- 《왕삼》 (王三)
- 《와신상담》(臥薪嘗膽)
- 《항구 상하이의 봄》(上海滩的春天)